# Brutal: Paws of Fury
Brutal: Paws of Fury, (Japans: Animal Buranden - Brutal (アニマル武乱伝  ブルータル))  is een vechtspel uit 1994.
De personages in het spel zijn antropomorfe dieren. De speler dient tijdens het spel nieuwe bewegingen te leren en kan deze met behulp van een wachtwoord opslaan. Het spel kwam oorspronkelijk uit voor Sega Mega-CD, maar werd korte tijd later geporteerd naar andere systemen.
Ook verscheen het vervolg Above the claw. Een nieuwe versie van het originele spel verscheen onder de titel Brutal Remixed.

## Verhaal

### Brutal: Paws of Fury
Elke vier jaar vindt op Brutal Island een gruwelijke gevechtswedstrijd plaats waar de beste krijgers ter wereld voor worden uitgenodigd. De winnaar van dit gevecht mag het opnemen tegen de Dali Llama. Dali Llama won het vorige gevecht en is nu in het bezit van de wedstrijdbeker.
Naargelang het platform varieert de naam:
- "Brutal": Amiga, Super NES, Genesis
- "Brutal: Paws of Fury": Sega CD, DOS
- "Animal Buranden - Brutal": SNES

### Brutal Unleashed: Above the Claw
Deze sequel speelt zich vier jaar na "Paws of Fury" af: de deelnemers komen terug samen voor de nieuwe wedstrijd.
Dit spel kwam enkel uit voor Sega 32X en DOS.

### Brutal: Paws of Fury Remix
Dit is een remake van het originele spel door een gebruikersgemeenschap. Deze versie werd gemaakt met de M.U.G.E.N-engine

## Personages
- Kung Fu Bunny - Een konijn en tevens monnik
- Prince Leon of Kenya - Een leeuw en beroemde rock-artiest
- Rhei Rat - Een  rat behendig in thaiboksen
- Tai Cheetah - Een jachtluipaard behendig in kendo
- Kendo Coyote - Een vraatzuchtige coyote
- Foxy Roxy - Een moervos in elastaanpak. Ze is een politica.
- Ivan the Bear - Een beer die beweert het sterkste dier ter wereld te zijn
- Pantha - Een poema die lid is van een sinistere sekte
- Karate Croc - Een krokodil
- Dali Llama - Een lama die momenteel in bezit is van de wedstrijdbeker.

Karate Croc en Dali Llama zijn enkel speelbare personages na het ingeven van een geheime knoppenreeks.
In Brutal: Above the Claw zijn er twee extra personages:
- Chung Poe - Een mol die zich kan transformeren in een vleermuis.
- Psycho Kitty - Een hyperactieve kat

## Ontvangst
Electronic Gaming Monthly gaf de Sega CD-versie een score van 6,25/10. Volgens hen was het een van de betere spellen voor dit platform. Het spel werd geprezen omwille van de muziek en het mechanisme van hoe speciale bewegingen worden aangeleerd. Zij bekritiseerden de spelbesturing en waren van mening dat het spel niet altijd reageerde op wat de speler deed.
GamePro was van mening dat het spel wel enkele nieuwigheden had, maar dat de spelbesturing traag verloopt.
Electronic Gaming Monthly gaf de SNES- en Genesis-versie respectievelijk een score van 6,5 en 6 uit 10. Ook zij waardeerden de manier waarop speciale bewegingen werden aangeleerd, maar waren tevens van mening dat dit mechanisme frustratie kan opleveren bij sommige gebruikers omdat zij de toetsencombinaties mogelijk nooit volledig ontdekken. De spelbesturing wordt als zwak omschreven.
Volgens GamePro was de spelbesturing voor SNES en Genesis opmerkelijk beter dan deze voor Sega CD.